# Fornace di Cavriana
La fornace di Cavriana è un sito archeologico industriale situato a Cavriana, in provincia di Mantova.
La fornace nacque verso la metà del XIX secolo, distinguendosi per la produzione di calce, grazie alla presenza di calcare nel materiale della zona. Venne costruita a forma conica a ridosso della collina della Pieve. Fu la più grande dalla Lombardia e doveva fornire la calce per le costruzioni di tutto il nord Italia.
I sassi per l'impianto venivano trasportati con carri fino alla sommità della collina e scaricati nella bocca della fornace, dove subivano la cottura. La calce così prodotta finiva in apposite vasche e caricata per il trasporto. Il calore prodotto veniva utilizzato pubblicamente per la cottura del pane e altri alimenti.
La fornace rimase attiva sino alla fine degli anni Settanta e nel 1980 venne trasformata in ristorante.